# Inilia (banda musical)
Inilia es una banda chilena penquista de Rock pop con variantes de world music y rock progresivo, oriunda de Hualpén formada en 2014 y activa de manera ininterrumpida. El grupo estuvo compuesto en un inicio por los hermanos Fabián e Ignacio Betancourt, José Luis Bretón, Alex Hernández y Federico Vera. Posteriormente se incorpora a la banda el multiinstrumentista Vicente Rivas.
Inilia se ha posicionado en la escena musical chilena, participando permanentemente en el circuito penquista además de festivales nacionales. La banda hualpenina se caracteriza por sus discos conceptuales de rock progresivo y su puesta en escena innovadora y teatral.

## Integrantes
- Fabián Betancourt - bajo
- Ignacio Betancourt - guitarra, sintetizadores, coros
- José Luis Bretón
- Alex Hernández - batería, voz
- Federico Vera - voz, guitarra
- Vicente Rivas - voz, guitarra, teclado eléctrico, bajo
- Felipe Meza

## Discografía
- Alunizaje (2016)

- Autómatas (2019)

## Premios
- 2021 Premios Ceres a las Artes del Bio bío[3]